# Borries
Borries ist ein deutscher Familienname.

## Varianten
- Börries

## Namensträger
- Achim von Borries (* 1968), deutscher Regisseur und Drehbuchautor
- Anna von Borries (1854–1951), Namensgeberin des nach ihr benannten Annastiftes in Hannover
- August von Borries (General) (1816–1899), preußischer General
- August von Borries (1852–1906), deutscher Lokomotivkonstrukteur
- Bärbel von Borries-Pusback (1942–2010), deutsche Sozialwissenschaftlerin
- Bettine von Borries (* 1971), deutsche Drehbuchautorin
- Bodo von Borries (Physiker) (1905–1956), deutscher Elektrotechniker
- Bodo von Borries (Geschichtsdidaktiker) (* 1943), deutscher Geschichtsdidaktiker und Historiker
- Christian von Borries (* 1961), deutsch-schweizerischer Musiker, Musik- und Filmproduzent
- Daniel von Borries (* 1965), deutscher Manager
- Eduard von Borries (1807–1872), preußischer Politiker
- Emil von Borries (1859–1922), elsässischer Lehrer und Historiker
- Franz von Borries (Landrat, 1785) (1785–1858), deutscher Regierungsbeamter (Minden) und Politiker
- Franz von Borries (Landrat, 1868) (1868–1943), deutscher Regierungsbeamter (Herford)
- Franz Christian von Borries (1723–1795), deutscher Adliger und Gutsbesitzer
- Friedrich von Borries (* 1974), deutscher Architekt und Kurator
- Friedrich Arthur von Borries (1853–1923), Staatsminister Sachsen-Altenburg
- Fritz von Borries (1892–1983), deutscher Komponist, Kapellmeister und Musikpädagoge
- Georg von Borries senior (1811–1870), deutscher Regierungsbeamter und Abgeordneter
- Georg von Borries junior (1857–1922), deutscher Regierungsbeamter, Polizeipräsident von Berlin
- Hans von Borries (1819–1901), deutscher Offizier und Prähistoriker
- Hans Karl von Borries (1898–1988), deutscher Unternehmer der Schifffahrtsbranche und Mitbegründer der Atlantik-Brücke
- Heinrich Borries (Bürgermeister) (1608–1673), deutscher Jurist, Bürgermeister, Scholarch und Bruchtenherr der Stadt Minden
- Heinrich Otto von Borries (1728–1785), deutscher Jurist und Vizedirektor des kurhannoverischen Konsistoriums in Stade
- Hermann von Borries (Regierungspräsident) (1820–1896), deutscher Verwaltungsbeamter
- Hermann von Borries (Offizier) (1899–1943), deutscher Offizier im Zweiten Weltkrieg
- Johann Friedrich von Borries (1684–1751), kurhannoverischer Kanzleidirektor und Justizrat
- Karl Borries (Politiker) (1810–1863), preußischer Kommunalpolitiker, Vizebürgermeister von Hanau, Mitglied der kurhessischen Ständeversammlung
- Karl von Borries (1854–1938), preußischer General der Infanterie
- Kurt Borries (Historiker) (1895–1968), deutscher Historiker und Hochschullehrer
- Kurt von Borries (Politiker) (1885–1967), deutscher Politiker und Regierungsbeamter
- Kurt-Wolf von Borries (1928–1985), deutscher Bildhauer und Grafiker
- Philipp von Borries (1778–1838), deutscher Regierungsbeamter
- Reimer von Borries (1937–2021), deutscher Verwaltungsjurist und Hochschullehrer
- Rudolf von Borries (Politiker) (1843–1890), deutscher Regierungsbeamter und Politiker
- Rudolf von Borries (Offizier) (1863–1932), deutscher Generalmajor
- Siegfried Borries (1912–1980), deutscher Violinist und Hochschullehrer
- Sophie Borries (1799–1841), deutsche Dichterin
- Theophil Friedrich Borries (vor 1678–1695), deutscher Jurist, Respondent in Jena, kurhannoverscher Rat und Oberauditeur
- Volker von Borries (1939–2011), deutscher Soziologe
- Wilhelm von Borries (1802–1883), deutscher Politiker und Minister
- Wilhelm von Borries (Landrat) (1836–1913), deutscher Verwaltungsbeamter und Rittergutsbesitzer